# Unió de Geociències Europea
La Unió de Geociències Europea (EGU, European Geosciences Union en anglès) és una unió internacional sense ànim de lucre amb l'objectiu de promoure les ciències de la Terra, planetàries i espacials. L'organització té la seu a Múnic (Alemanya). L'organització està oberta a persones o associacions que es s'hi dediquen professionalment, incloent-hi investigadors jubiltats i estudiants.
L'EGU publica setze revistes científiques d'accés obert en línia així com és la responsable de l'organització de tot un seguit de reunions temàtiques, activitats educatives o de divulgació. L'activitat més destacada que organitza és l'Assemblea General de l'EGU, una conferència anual que reuneix a més d'11.000 científics de tot el món. Les sessions de la reunió cobreixen una àmplia gamma de temes, incloent-hi la vulcanologia, l'exploració planetària, l'estructura interna de la Terra i l'atmosfera, el Canvi Climàtic i les energies renovables.
L'EGU té 22 divisions científiques que reflecteixen el caràcter interdisciplinari de l'organització.

## Història
L'EGU va ser creada per la fusió de la Societat Geofísica Europea i la Unió Europea de Geociències el 7 de setembre de 2002 a l'Hotel Platzl de Múnic (Alemanya), on les juntes directives d'ambdues organitzacions varen signar la creació de la nova associació. El procés final de fusió entre les dues organitzacions va completar-se el 31 de desembre de 2003.

## Premis
L'EGU concedeix una sèrie de premis anuals a mode de medalles per tal de reconèixer èxits científics en els camps de les ciències de la Terra, planetàries i de l'espai:
- la medalla d'Arthur Holmes per a les ciències de la litosfera
- la medalla d'Alfred Wegener, per a les ciències oceàniques, hidrològiques i atmosfèriques
- la medalla de Jean Dominique Cassini, per a les ciències planetàries i espacials
- la medalla d'Alexander von Humboldt per als científics de països en vies de desenvolupament (amb especial èmfasi a l'Amèrica Llatina i l'Àfrica), que han assolit un excepcional prestigi internacional en les ciències de la Terra, planetàries i de l'espai.

A més, hi ha quatre premis Arne Richter per a joves investigadors excel·lents.
Finalment, l'EGU concedeix 29 medalles més específiques per a científics excel·lents, els quals són seleccionats per haver participat de manera destacada amb els seus treballs en les diferents reunions, congressos o assemblees sectorials que organitza anualment l'EGU.